# بخش کامرون، شهرستان موری، مینه سوتا
بخش کامرون (به انگلیسی: Cameron Township) یک منطقهٔ مسکونی در ایالات متحده آمریکا است که در شهرستان مورای، مینه‌سوتا واقع شده‌است.
 بخش کامرون ۹۳٫۳ کیلومتر مربع مساحت و ۱۵۱ نفر جمعیت دارد و ۵۲۳ متر بالاتر از سطح دریا واقع شده‌است.